# Wolfgang Metzner (Journalist)
Wolfgang Metzner (* 1947 in Freiburg im Breisgau) ist ein deutscher Jurist und Autor.

## Leben
Wolfgang Metzner studierte nach dem Abitur in Berlin-Zehlendorf Germanistik, Publizistik und Theaterwissenschaften sowie Rechtswissenschaften (Staatsexamen). Er war Berichterstatter bei Gericht für den Tagesspiegel. Heute arbeitet er als Reporter für das Wochenmagazin Stern. 2011 veröffentlichte er den Kriminalroman Grüne Armee Fraktion im Emons Verlag. Er ist verheiratet und hat zwei Kinder und lebt in Hamburg.

## Veröffentlichungen
- Grüne Armee Fraktion: Kriminalroman. Emons, Köln 2011, ISBN 978-3-89705-858-3.
- Eisblaue Schatten: Kriminalroman (= Emons: Kriminalroman). Emons, Köln 2015, ISBN 978-3-95451-506-6.